# Flint (группа)
Flint (иногда FLINT) — британская панк-рок-группа, фронтменом которой был Кит Флинт, вокалист и танцор электронной группы «The Prodigy». Кроме самого Флинта в группе состояли Джим Дэвис (гитара), Кирон Пеппер (ударные на концертах), Роб Холидэй (бас-гитара) и Тони Хаулетт (ударные).
Группа отыграла всего на нескольких фестивалях, первым выступлением из которых было небольшое выступление на «Download Festival» 1 июня 2003 года. Первый официальный релиз «Asteroids» состоялся 19 мая этого же года, причём сам сингл был выпущен в ограниченном издании на 10" пластинках розового цвета. Вторым синглом стал «Aim 4», выпуск которого состоялся 14 июля 2003 года. Режиссёром видеоклипа на второй сингл стал Йонас Акерлунд, который также работал над видео «Smack My Bitch Up». После второго сингла группа планировала выпустить свой дебютный альбом под названием «Device #1», релиз которого намечался на 28 июля того же года. Тем не менее, выход альбома был отменён, после чего группа вскоре распалась: Кит Флинт присоединился к созданию проекта под названием «Clever Brains Fryin'», а Джим Дэвис — «Victory Pill».
«Flint» также приняли участие в создании ремикса на сингл «mOBSCENE» американской рок-группы «Marilyn Manson», где использовался новый вокал в исполнении Флинта. Это было предварительно подтверждено текстом на официальном сайте «Marilyn Manson» 21 апреля 2003 года:

Оригинальный текст (англ.)Pay attention! In London, we vandalized a Versace billboard with two gigantic Marilyn Mice and had an amazing crowd sing along to the three piano numbers. Keith Flint (The Prodigy) presented me with his new band’s remix of Mobscene on which he sings. We discussed illegal behavior, participated in illegal behavior and became the best of friends over a bottle of Absinthe.

## Дискография

### Альбомы

#### Device #1
Выход альбома был отменён. В оригинальной версии альбом должен был состоять из 12 треков в стиле панк-рок. 28 июля на территории Великобритании ограниченным тиражом был издан промодиск Device #1" в следующем трек-листе:
1. «Asteroids» (3:09)
2. «Piggy» (3:09)
3. «Laughs» (3:30)
4. «Aim 4» (2:58)
5. «Kamikaze» (4:26)
6. «Prescription» (3:30)
7. «Ju Ju» (3:32)
8. «Femme Fatale» (3:11)
9. «Vacation» (3:28)
10. «Razor» (3:49)
11. «NNNNN (No Name No Number)» (4:16) (скрытый трек, текст которой лёг в основу сингла «Baby's Got a Temper»)

В проморелизе отсутствовали следующие треки, которые должны были попасть в официальное издание:
1. «Hell Yeah»
2. «Inflow»

### Синглы

#### Asteroids
Односторонний винил розового цвета, тираж 2000 экз., на котором присутствовала только одна песня:
1. «Asteroids» (3:09)

#### Aim 4
«Device #1 Promo», 28 июля 2003 года.
1. «Aim 4» (2:58)
2. «Danny» (2:40)
3. «Asteroids» (3:09)
4. «Aim 4» (клип)

Песни «Aim 4» и «Laughs» использовалась в качестве заглавной и финальной музыкальных тем в немецкой версии аниме «Hellsing».